# Progress (ruský letecký závod)
Akciová společnost Arseňjevská letecká firma Progress N. I. Sazykina (rusky ПАО «Арсеньевская Авиационная Компания „ПРОГРЕСС“ им. Н. И. Сазыкина») je ruský výrobce vrtulníků se sídlem v dálněvýchodním Arseňjevu, začleněný do státního holdingu Ruské vrtulníky. Kromě vrtulníků jsou zde produkovány též rakety a letadla a závod zajišťuje také opravy vrtulníků.

## Historie
26. května 1936 bylo přijato usnesení Rady práce a obrany SSSR o výstavbě dvou nových leteckých závodů – v sibiřském Ulan-Ude (dnes Ulan-udský letecký závod) a v dálněvýchodní vesnici Semjonovce (od roku 1952 město Arseňjev). Progress v Semjonovce vzniknul jako opravárenský závod (s opravami začal roku 1939), avšak již v roce 1940 začal rozjíždět výrobu učební verze letadla Jakovlev UT-2. První hotový Jakovlev opustil brány závodu v květnu 1941. 2. světová válka s sebou přinesla masivní navýšení výroby, během konfliktu bylo v Semjonovce vyrobeno 2931 letadel tohoto typu.
Roku 1948 začala výroba učebních letounů Jakovlev Jak-18 (celkem 3063 kusů) a různých jeho modifikací.
Od roku 1959 se v závodě vyrábí různé druhy raket, např. P-15 Termit.
Právě zde se vyráběly od roku 1960 aerosaně Sever-2, určené pro rozvoz pošty na Dálném východě.
Roku 1963 začali v Arseňjevu vyrábět nákladní letouny Antonov An-14 a sportovní větroně A-15.
S výrobou vrtulníků se zde začalo až v roce 1969, a sice s Mil Mi-24, kterých v ruzných modifikací vyrobili v Progressu 2443 ks.
Mezi lety 1973–1986 zde vznikaly sportovní Jakovlevy Jak-50 (314 ks) a mezi lety 1986–1991 Jakovlevy Jak-55 (218 ks).
Vrtulníky Kamov Ka-50 se zde vyráběly od roku 1988, od roku 1993 také Mil Mi-34.
Od roku 2008 je závod součástí koncernu Ruské vrtulníky.

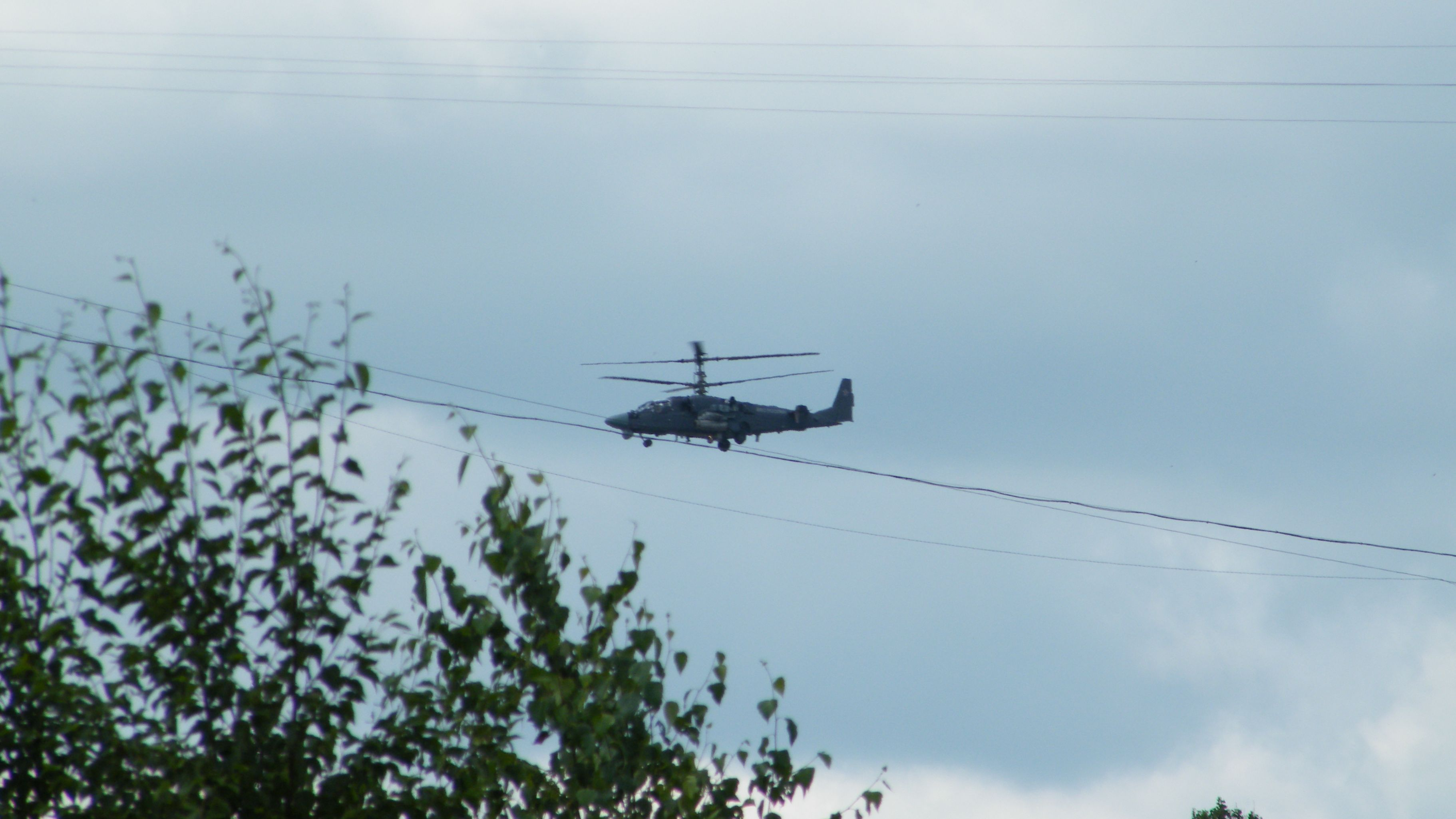
Kamov Ka-52 nad Arseňjevem

## Produkce
Vrtulníky:
- Kamov Ka-52 Aligátor
- Kamov Ka-52K
- Kamov Ka-62

Letadla:
- Jakovlev Jak-54 – sportovní letadlo

Rakety:
- P-270 Moskit v nejrůznějších variantách